# North East (Nowy Jork)
North East – miasto w Stanach Zjednoczonych, w stanie Nowy Jork, w hrabstwie Dutchess.